# Народна релігія
Традиційна релігія (народна релігія) — рання форма релігії, традиційні вірування. Цей термін також використовується для позначення релігій народів, які спочатку жили на території якої-небудь держави або на територіях протягом століть, — в протилежність нетрадиційним релігіям, «привнесеним» ззовні протягом останніх десятиліть.
Слід відрізняти від національної релігії, сформованої в рамках певної держави або етнічної групи яка не отримала помітного поширення в інших народів (даосизм і конфуціанство в Китаї, індуїзм в Індії, синтоїзм в Японії, юдаїзм у євреїв).

## Характерні риси
Традиційна релігія характеризується віросповіданням поза інституціональним контролем богословів і священнослужителів. Правила культу регулюються лише традицією, що зберігається даними локальним співтовариством.
У народних релігіях велике значення має магія, віра в надприродні сили, що діють на людину. Магічні ритуали зазвичай виконуються релігійними лідерами, жерцями, друїдами і шаманами. Також часто характерні жертвопринесення у вигляді їжі, тварин, ароматних трав або в крайніх випадках навіть людей. Найвідоміші жертвопринесення людей — у ацтеків, які могли принести жертву тисячі людей під час спеціальних церемоній.
Після зміни традиційної релігії на світову, в рамках традиційної («народної») релігії залишаються багато традицій, що стосуються сімейної обрядовості і «забобонів».